# Linia kolejowa Hamburg – Hannover
Linia kolejowa Hamburg – Hanower (niem: Bahnstrecke Hannover–Hamburg) – jedna z najważniejszych linii kolejowych w Dolnej Saksonii, w Niemczech. Łączy miasta Hanower, Celle, Uelzen, Lüneburg i Hamburg.